# Нэптэннэ
Нэптэннэ — река в Эвенкийском районе Красноярского края России, правый приток Таймуры. Длина реки — 200 км. Площадь водосборного бассейна — 2970 км².
Река стекает со склонов хребта Янгиль на Среднесибирском плоскогорье на высоте более 600 м над уровнем моря. В верховьях огибает с запада малый хребет Сэвэки и устремляется на юг, делая две большие излучины к востоку и западу. После впадения Алатчэри слева поворачивает на юго-запад. Течёт преимущественно по холмистой тайге с преобладанием лиственницы, кедра и берёзы. В нижнем течении на реке присутствуют пороги. Впадает в Таймуру по правому берегу на отметке 230 м над уровнем моря, выше впадения Чамбэ, в 287 км от устья Таймуры. Ширина перед устьем составляет 40 м при глубине 0,7 м, скорость течения в низовьях — 0,5 м/с. 

## Основные притоки
Указаны поименованные притоки длиной 30 км и более
| Название  | Расстояние от устья | Длина | Положение |
| --------- | ------------------- | ----- | --------- |
| Ёко       | 17                  | 33    | правый    |
| Путэмэктэ | 39                  | 32    | правый    |
| Алатчэри  | 68                  | 62    | левый     |
| Конгалкан | 85                  | 51    | правый    |
| Амутыкта  | 89                  | 46    | правый    |

## Данные водного реестра
По данным государственного водного реестра России и геоинформационной системы водохозяйственного районирования территории РФ, подготовленной Федеральным агентством водных ресурсов:
- Бассейновый округ — Енисейский
- Речной бассейн — Енисей
- Речной подбассейн — Нижняя Тунгуска
- Водохозяйственный участок — Нижняя Тунгуска от водомерного поста посёлка Тура до водомерного поста посёлка Учами
- Код водного объекта — 17010700312116100085543